# 1776年美國
|        | 美國歷史 \| 美國歷史年表                                                                                                   |
| 世紀： | 17世紀美國 \| 18世紀美國 \| 19世紀美國                                                                                     |
| 年代： | 1740年代美國 \| 1750年代美國 \| 1760年代美國 \| 1770年代美國 \| 1780年代美國 \| 1790年代美國 \| 1800年代美國               |
| 年份： | 1772年美國 \| 1773年美國 \| 1774年美國 \| 1775年美國 \| 1776年美國 \| 1777年美國 \| 1778年美國 \| 1779年美國 \| 1780年美國 |
| 紀年： | 美国独立0周年 |

## 大事时序
- 1月10日——美國思想家托馬斯·潘恩發表《常識》一書。
- 6月28日——傑佛遜之初稿經法蘭克林與亞當斯之修訂由五人小組上呈大會之文告。
- 7月4日——美利坚合众国在费城发表独立宣言，正式宣布独立。

## 外部連結
- 维基共享资源上的相關多媒體資源：1776年美國